# Équipe du Sénégal de beach soccer
L'équipe du Sénégal de beach soccer est une sélection qui réunit les meilleurs joueurs sénégalais dans cette discipline.

## Histoire
La première apparition à la Coupe du monde de la FIFA à ce niveau remonte à l'édition 2007, organisée au Brésil. Après avoir terminé en tête de leur groupe, les Sénégalais s'inclinent face à la France en quart de finale. L'année suivante, ils terminent à la 3e place de leur groupe et font leurs valises à l'issue du premier tour. Absents en 2009, les Lions de la Téranga signent leur grand retour en s'invitant en quarts de finale à Ravenne en 2011 avant d'être éliminés par le Portugal, aux tirs au but.
Vainqueur des précédentes qualifications africaines disputées au Maroc en 2011, le Sénégal aborde le tournoi organisé à El Jadida en position de favori. Les Sénégalais justifient leur réputation en terminant en tête de leur groupe devant le Maroc, avant de dominer successivement le Nigeria dans le dernier carré puis la Côte d'Ivoire en finale. Pour la Coupe du monde 2013, le sélectionneur Amadou Diop peut compter sur son expérience, lui qui a mené son pays à trois reprises en phase finale de l'épreuve suprême de la discipline. Plusieurs joueurs sont dans le même cas de figure, comme le gardien Al Seyni Ndiaye, élu meilleur joueur des qualifications marocaines, le capitaine Ngalla Sylla et l'attaquant Pape Koukpaki.
Le Sénégal est la meilleure équipe africains de beach soccer avec un huitième trophée remporté en 2024.

## Palmarès
- Coupe du monde
  - Quatrième en 2021 et 2025
  - Quart de finaliste en 2007 et 2011, 2017
  - 1er tour en 2008, 2015 et 2024
- Coupe intercontinentale
  - Troisième en 2021
- BSWW Mundialito
  - Finaliste en 2019

- Coupe d'Afrique des nations (8)
  - Vainqueur en 2008, 2011, 2013, 2016, 2018, 2021, 2022 et 2024
  - Finaliste en 2007 et en 2015
  - Troisième en 2009

- Copa Lagos
  - Finaliste en 2013

- Jeux africains de plage
  - Vainqueur en 2019
  - Finaliste en 2023

### Évolution au classement BSWW
| Années        | 2007 | 2008 | 2009 | 2011 | 2013 | 2015 | 2016 | 2018 | 2020 | 2021 | 2022 | 2023 | 2024 |
| ------------- | ---- | ---- | ---- | ---- | ---- | ---- | ---- | ---- | ---- | ---- | ---- | ---- | ---- |
| Rang mondial  | 7e   |      | 7e   |      | 11e  | 11e  | 9e   | 9e   | 5e   | 7e   | 4e   | 10e  | 8e   |
| Rang africain | 2e   | 1re  | 3e   | 1re  | 1re  | 2e   | 1re  | 1re  | 1re  | 1re  | 1re  | 1re  | 1re  |

| Légende du classement mondial : | de 1 à 10 | de 11 à 50 | de 51 à 120 |

| Légende du classement africain : | de 1 à 7 | de 8 à 30 | de 31 à 40 |

## Effectif 2021
Effectif retenu pour la Coupe d'Afrique des nations de beach soccer 2021 :
| Nom               | Poste     | Naissance         | Club                             |
| ----------------- | --------- | ----------------- | -------------------------------- |
| Al Seyni Ndiaye   | Gardien   | 31 décembre 1989  | Vision Sport de Dakar            |
| Seydina Diagne    | Gardien   | 14 février 1999   | Gorée Beach Soccer               |
| Biti Sy           | Gardien   | 6 août 1987       | Ngor Almadies Beach Soccer       |
| Jean Ninou Diatta | Défenseur | 5 octobre 1987    | Golf Beach Soccer                |
| Pape Boye         | Défenseur | 20 décembre 2003  | Galaxie Beach Soccer             |
| Papa Ndour        | Défenseur | 30 août 1991      | ESN Nogent-Le Roi-Paris (France) |
| Mamadou Sylla     | Défenseur | 22 février 1986   | Jaraaf de Dakar                  |
| Pape Ndoye        | Défenseur | 9 septembre 1985  | Ngor Almadies Beach Soccer       |
| Babacar Fall      | Milieu    | 5 mars 1989       | Yeumbeul Beach Soccer            |
| Jean Bleck        | Milieu    | 16 octobre 1995   | Golf Beach Soccer                |
| Raoul Mendy       | Attaquant | 30 décembre 1992  | Mamelles Beach Soccer            |
| Mamour Diagne     | Milieu    | 4 octobre 1990    | Yoff Beach Soccer                |
| Hamidou Barry     | Attaquant | 29 septembre 1988 | Yeumbeul Beach Soccer            |
| Baye Diop         | Milieu    | 17 juillet 1996   | Yeumbeul Beach Soccer            |
| Mame Fall         | Attaquant | 4 février 1994    | Guet Ndar Beach Soccer           |